# Comté de Lawrence (Mississippi)
Pour les articles homonymes, voir Comté de Lawrence.
Le comté de Lawrence est situé dans l’État du Mississippi, aux États-Unis. Il comptait 13 258 habitants en 2000. Son siège est Monticello.